# Earth Departure Stage
Pour les articles homonymes, voir Departure et EDS.

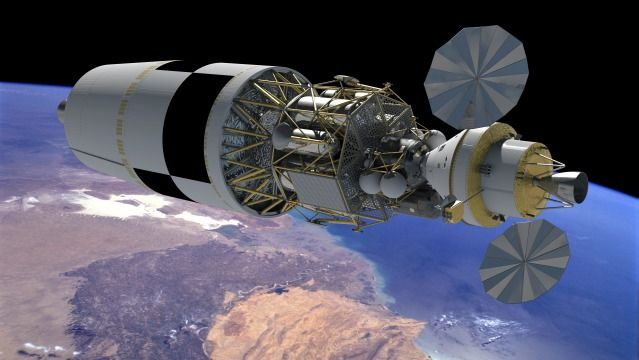
EDS (dessin d'artiste).

Earth Departure Stage (EDS), est le deuxième étage du lanceur américain Ares V que la NASA avait prévu de développer dans le cadre du programme Constellation avant l'annulation de ce programme. 

## Caractéristiques
Long de 22 mètres pour un diamètre de 10 mètres, le deuxième étage peut être allumé plusieurs fois. Il est propulsé par un moteur unique J-2X dérivé du moteur J-2 du deuxième étage des lanceurs Saturn IB et Saturn V : l'étage S-IVB.
Son réservoir, réalisé en aluminium et lithium, est utilisé pour stocker l'oxygène et l'hydrogène liquide (LOX/LH2) consommé par son moteur.
L'étage EDS était un élément important de la stratégie d'exploration de la Lune. Pierre angulaire des missions lunaires, il aurait permis de fournir l'impulsion nécessaire aux vaisseaux à destination de la Lune.